# ピーター・コヨーテ
ピーター・コヨーテ（Peter Coyote、1941年10月10日 - ）、本名ラクミール・ピンカス・ベン・モーシャ・コーホン（Rachmil Pinchus Ben Mosha Cohon）は、アメリカ合衆国ニューヨーク市生まれ、ニュージャージー州出身の俳優、作家。

## 人物
父方セファルディ、母方アシュケナージのユダヤ人家庭に生まれ育つ。父親は投資銀行家。母方の祖父はラビとして訓練を受けたが、徴兵を逃れて帝政ロシアから米国に移住し、ブロンクスで小さなキャンディストアを開いた。
多くのドキュメンタリー映画やオーディオブックでナレーションを務めていて、2002年ソルトレークシティオリンピックのオープニング・セレモニーのナレーションもコヨーテである。アカデミー賞のテレビ放送ではプロデューサーも担当している。
さらに、エメット・グローガンとともに劇団「The Diggers」を創設した1人でもある。この劇団は1960年代中期、サンフランシスコのヘイト＝アシュベリー地区で1日600人近い人々に無料で公演し、サマー・オブ・ラブの時、大勢の家出した若者たちのために、無料ストア、無料メディカル・クリニック、無料の家、短い期間だったが無料銀行を提供したことで有名なアナーキスト・グループだった。またコヨーテは急進的で政治的な街頭劇団「San Francisco Mime Troupe」の役者兼作家兼演出家でもあった。サンフランシスコのヒッピーたちの間ではコヨーテは有名人で、そのことで『Voices from the Love Generation』という本のインタビューを受けている。
『The Minstrel Show, Civil Rights in a Cracker Barrel』の出演・演出で最初の全国横断ツアーをし、自作の戯曲『Olive Pits』（共作にSan Francisco Mime Troupeメンバーのピーター・バーグ）ではニューヨークの「ヴィレッジ・ヴォイス」誌のオビー賞を受賞した。コヨーテは1975年から1983年にかけてCalifornia Arts Councilのメンバーを経て議長となった。
1970年代後半からは、舞台・映画俳優にシフトした。1990年代からは、テレビ番組にも出演している。
ドイツ語とフランス語に堪能である。なお、芸名の「コヨーテ」は、ペヨーテというサボテンから取られる幻覚剤を服用中、コヨーテとのスピリチュアルな出逢いをしたことから名付けられた。

## 主な出演作品

### 映画
| 公開年 | 邦題 原題                                                     | 役名                             | 備考       |
| ------ | ------------------------------------------------------------- | -------------------------------- | ---------- |
| 1980   | 脱獄アルカトラズ Alcatraz: The Whole Shocking Story           | コートニー・テイラー             | テレビ映画 |
| 1981   | サザン・コンフォート/ブラボー小隊 恐怖の脱出 Southern Comfort | クロフォード・プール             |            |
| 1982   | E.T. E.T. the Extra-Terrestrial                               | キーズ                           |            |
| 1982   | 真夜中の極秘実験 Endangered Species                           | スティール                       |            |
| 1983   | タイムライダー Timerider: The Adventure of Lyle Swann         | ポーター・リース                 |            |
| 1983   | クロスクリーク Cross Creek                                    | ノートン・バスキン               |            |
| 1983   | ストレンジャーズ・キス Strangers Kiss                         | スタンリー                       |            |
| 1983   | スレイグラウンド Slayground                                   | ストーン                         |            |
| 1984   | シークレット・ファイル Best Kept Secrets                      | フランク・ミッチェル             | テレビ映画 |
| 1984   | ハートブレーカー Heartbreakers                                | アーサー・ブルー                 |            |
| 1985   | 白と黒のナイフ Jagged Edge                                    | トーマス                         |            |
| 1985   | ビリージーンの伝説 The Legend of Billie Jean                  | リングウォルド                   |            |
| 1985   | バック・トゥ・ザ・ドリーム The Blue Yonder                    | マックス                         | テレビ映画 |
| 1987   | うるさい女たち Outrageous Fortune                             | マイケル                         |            |
| 1987   | 殺人容疑 Sworn to Silence                                     | サム                             | テレビ映画 |
| 1987   | ア・マン・イン・ラブ Un homme amoureux                        | スティーヴ・エリオット           |            |
| 1988   | ホンキートンク天国 Baja Oklahoma                              | スリック・ヘンダーソン           | テレビ映画 |
| 1988   | ハート・オブ・ミッドナイト Heart of Midnight                  | シャープ／ラリー                 |            |
| 1989   | 熱き瞳のままに/炎のタッチダウン Unconquered                   | リッチモンド・ファウラー・シニア | テレビ映画 |
| 1991   | ねじれた家族 Crooked Hearts                                   | エドワード                       |            |
| 1991   | 殺しのアーティスト A Grande Arte                              | ピーター・マンドレイク           |            |
| 1991   | シカゴ捜査網 Keeper of the City                               | フランク                         | テレビ映画 |
| 1992   | 赤い航路 Bitter Moon                                          | オスカー                         |            |
| 1993   | キカ Kika                                                     | ニコラス                         |            |
| 1994   | 愛欲の監禁要塞 Breach of Conduct                              | アンドリュー・ケイス             | テレビ映画 |
| 1995   | バッファロー・ガールズ Buffalo Girls                          | バッファロー・ビル               | テレビ映画 |
| 1995   | ムーンライト&ヴァレンチノ Moonlight and Valentino             | ポール                           |            |
| 1996   | アンフォゲタブル Unforgettable                                | ドン・ブレスラー                 |            |
| 1996   | サイバーテックP.D. Terminal Justice                           | ディーコン・ヴィヴィアン         |            |
| 1997   | カジノ・ヒート Top of the World                               | ドク・ザ・ブッチャー             |            |
| 1997   | デッドエンド Road Ends                                        | ジーン                           |            |
| 1998   | スフィア Sphere                                               | ハロルド・C・バーンズ            |            |
| 1998   | 濡衣 Indiscreet                                               | ロス刑事                         | テレビ映画 |
| 1998   | パッチ・アダムス Patch Adams                                  | ビル・デイヴィス                 |            |
| 1998   | ルート9 Route 9                                               | ドゥエイン・ホーガン保安官       | テレビ映画 |
| 1999   | ランダム・ハーツ Random Hearts                                | カレン・チャンドラー             |            |
| 1999   | 射殺 Execution of Justice                                     | ハーヴェイ・ミルク               | テレビ映画 |
| 2000   | エリン・ブロコビッチ Erin Brockovich                          | カート・ポッター                 |            |
| 2000   | 水曜日の女 The Wednesday Woman                                | ドン                             | テレビ映画 |
| 2002   | ウォーク・トゥ・リメンバー A Walk To Remember                 | サリバン牧師                     |            |
| 2002   | ファム・ファタール Femme Fatale                               | ブルース・ワッツ                 |            |
| 2002   | ジ・イノベーター 革新者 Purpose                               | バーナード                       |            |
| 2003   | ノースフォーク 天使がくれた奇跡 Northfork                     | エディ                           |            |
| 2003   | ボン・ヴォヤージュ Bon voyage                                 | アレックス・ウィンクラー         |            |
| 2003   | フェノミナン2 Phenomenon II                                   | ジョン・リングゴールド           | テレビ映画 |
| 2005   | バタリアン4 Return of the Living Dead 4: Necropolis           | チャールズ・ギャリソン           |            |
| 2005   | バタリアン5 Return of the Living Dead 5: Rave to the Grave    | チャールズ・ギャリソン           |            |
| 2005   | 誘惑の囁き Deepwater                                          | ハーマン・フィンチ               |            |
| 2006   | エネミー・ライン2 -北朝鮮への潜入- Behind Enemy Lines II      | マニング                         | ビデオ映画 |
| 2009   | The Harimaya Bridge はりまや橋 The Harimaya Bridge            | アルバート・タニー               |            |
| 2010   | 欲望の帝国 女優ディディの告白 Di Di Hollywood                 | マイケル・ステイン               |            |
| 2010   | ラスト・トリック Last Will                                    | ガーナー                         |            |
| 2012   | 私が愛したヘミングウェイ Hemingway & Gellhorn                 | マックスウェル・パーキンス       | テレビ映画 |
| 2015   | ドローン・オブ・ウォー Good Kill                              | ラングレー                       | 声での出演 |

### テレビシリーズ
| 放映年    | 邦題 原題                                                           | 役名                               | 備考         |
| --------- | ------------------------------------------------------------------- | ---------------------------------- | ------------ |
| 2004      | デッドウッド ～銃とSEXとワイルドタウン Deadwood                     | クロック                           | 1エピソード  |
| 2004-2006 | 4400 The 4400                                                       | デニス・ライランド                 | 12エピソード |
| 2005      | The Inside                                                          | ヴァージル・ウェブスター特別捜査官 | 13エピソード |
| 2005-2006 | マダム・プレジデント 星条旗をまとった女神 Commander in Chief        | ウォレン・キートン                 | 7エピソード  |
| 2007      | ブラザーズ&シスターズ Brothers & Sisters                            | マーク・オーガスト                 | 4エピソード  |
| 2007      | LAW & ORDER:犯罪心理捜査班 Law & Order: Criminal Intent             | ライオネル・シル                   | 1エピソード  |
| 2008      | NCIS 〜ネイビー犯罪捜査班 NCIS: Naval Criminal Investigative Servic | ネッド・クイン                     | 1エピソード  |
| 2009-2010 | フラッシュフォワード FlashForward                                   | セイヴ・セゴヴィア大統領           | 2エピソード  |
| 2010-2011 | LAW & ORDER:LA Law & Order: Los Angeles                             | ジェーリー・ハーディン検事         | 8エピソード  |